# بانو و ولگرد ۲: ماجراجویی اسکمپ
بانو و ولگرد ۲: ماجراجویی اسکمپ (انگلیسی: Lady and the Tramp II: Scamp's Adventure) یک فیلم انیمیشن به کارگردانی دارل رونی و جانین روسل است که در سال ۲۰۰۱ منتشر شد.

## بازیگران
- اسکات ولف
- راجر بارت
- آلیسا میلانو
- سوسن اگان
- جف بنیت
- جودی بنسون
- جس هارنل